# Poa flaccidula
Poa flaccidula es una especie de gramínea  perteneciente a la familia Poaceae. 

## Descripción
Tiene tallos que alcanzan un tamaño de hasta 70 cm de altgura, erectos, estriados, glabros. Hojas con lígula de 2-5 mm, triangular-aguda, decurrente; limbo de hasta 13 cm, de longitud y 1-4,5 mm de anchura, plano, con haz estriado, escábrido al menos en el margen. Inflorescencia en panícula de 4-18 cm, piramidal, laxa, con ramas solitarias o geminadas, erecto-patentes o patentes. Espiguillas de 3,5-5,5 mm, ovadas u ovado-elípticas, con (2-) 3 (-4) flores. Glumas subiguales, con margen escarioso, generalmente con nervio medio escábrido en la parte superior; la inferior de 3-3,2 mm, ovado-lanceolada, uninervada; la superior de 3,1-3,6 mm, ovado-lanceolada, trinervada. Lema de 2,8-4 mm, ovado-lanceolada, con margen y ápice escarioso, dorso adpreso-pubescente y nervios pelosos. Pálea algo más corta que la lema. Anteras de 1,3-1,6 mm.  Florece de mayo a junio.

## Distribución y hábitat
Se encuentra en pedregales y roquedos de zonas montanas alta. Subbética. Grazalema. Distribución general en la Península ibérica, Baleares y Norte de África.

## Taxonomía
Poa flaccidula fue descrita por Boiss. & Reut. y publicado en Pugillus Plantarum Novarum Africae Borealis Hispaniaeque Australis 128. 1852.
Etimología
Poa: nombre genérico derivado del griego poa = (hierba, sobre todo como forraje).
flaccidula: epíteto latino que significa "flácida".
Citología
Número de cromosomas de Poa flaccidula (Fam. Gramineae) y táxones infraespecíficos: 2n=28
Sinonimia
- Poa balearica Porta	[6]